# Поијанела (Виченца)
Поијанела је насеље у Италији у округу Виченца, региону Венето.
Према процени из 2011. у насељу је живело 1364 становника. Насеље се налази на надморској висини од 47 м.